# 켄 브렛
케네스 앨번 브렛(영어: Kenneth Alven Brett, 1948년 9월 18일~2003년 11월 18일)은 미국의 프로 야구 선수로, 메이저 리그 베이스볼(MLB)에서 좌완 투수로 뛰었다. 1967년부터 1981년까지 메이저 리그 통산 14시즌 동안 보스턴 레드삭스, 밀워키 브루어스, 필라델피아 필리스, 피츠버그 파이리츠, 뉴욕 양키스, 시카고 화이트삭스, 캘리포니아 에인절스, 미네소타 트윈스, 로스앤젤레스 다저스, 캔자스시티 로열스를 거쳤다. 프로 야구 선수로 뛴 브렛 형제 중 둘째로, 형제 중 가장 유명했던 선수는 막내 조지 브렛이었다.